# تشارلز إل. كارسون
تشارلز إل. كارسون (بالإنجليزية: Charles L. Carson)‏ هو مهندس معماري أمريكي، ولد في 1847، وتوفي في 1891.